# Literatura gaélica
A literatura gaélica é a literatura das línguas gaélicas da Irlanda, Escócia e da Ilha de Man.
É reconhecida como uma das mais antigas tradições da  literatura europeia, à exceção apenas da literatura latina e grega: a literatura teria sido escrita em línguas gaélicas desde o primeiro século até aos dias atuais. O latim fora amplamente utilizado nas terras gaélicas, com o advento do Cristianismo, no entanto, os gaélicos estavam na vanguarda usando a sua própria linguagem para escrever obras literárias de mérito.

## As primeiras obras da literatura gaélica
As obras de carácter religioso foram as primeiras a aparecer no "Sean-Ghaeilge" (em português: irlandês antigo). Pensa-se que provavelmente os primeiros cantos de igreja e orações foram compostos em irlandês antigo, desde o início do século VI. O trabalho 'Amra Choluim Chille' é a primeira obra literária existente desta natureza que nos é apresentado. Foi escrita a partir das primeiras formas do "Sean-Ghaeilge', e a métrica tem uma aparência mais próxima da antiga, mais do que a restante literatura desse período. Os peritos pensam que ela foi composta por Dallan Forgaill, no final do século VI, quando Colm Cille já havia morrido.

## Escritores gaélicos
Em sua maioria, os escritores irlandeses mudam-se para outros países. Encontram-se autores nascidos nos Países Baixos (Alex Hijmans), nas Américas (Jim Norton), Finlândia (Panu Petteri Höglund) e na Austrália (Colin Ryan). Romances, contos e poesia publicadas em gaélico, idioma que está sendo utilizado como língua de trabalho, representa para os escritores um sinal de identidade.